# 혼이시쿠라역
혼이시쿠라역(일본어: 本石倉駅 혼이시쿠라에키[*])은 일본 홋카이도 가야베 군 모리정에 있던 홋카이도 여객철도 하코다테 본선의 철도역이다.

## 역 구조
2면 2선의 상대식 승강장이 있는 지상역이다. 승강장은 철근 위에 콘크리트 판을 올려 만든 간단한 구조다. 역사는 없으며, 승강장 위에 대합실이 설치되어 있다. 모리 역에서 관리하는 무인역이다.

### 승강장
| 상행 | ■ 하코다테 본선 | 모리 · 오누마 · 하코다테 방면   |
| 하행 | ■ 하코다테 본선 | 야쿠모 · 군누이 · 오샤만베 방면 |

## 역 주변
- 모리 경찰서 이시야 주재소
- 이시쿠라 우편국
- 모리 정립 이시쿠라 초등학교

## 역사
- 1944년 9월 10일 - 일본국유철도의 혼이시쿠라 신호장으로 설치됨.
- 1948년 7월 1일 - 임시 승강장화 되면서 여객 취급 개시.
- 1964년 9월 29일 - 여객 취급 폐지, 재신호장화.
- 1973년 12월 11일 - 임시 승강장으로 복귀하며 여객 취급 재개.
- 1987년 4월 1일 - 일본국유철도 분할 민영화로 홋카이도 여객철도가 계승. 동시에 역으로 승격됨.
- 1990년 3월 10일 - 영업거리 설정.
- 2007년 10월 - 역 번호 부여. H59.
- 2022년 3월 12일 : 이용객 감소, JR 시간표 개정으로 인하여 폐지.

## 인접한 역
| 홋카이도 여객철도 하코다테 본선 | 홋카이도 여객철도 하코다테 본선 | 홋카이도 여객철도 하코다테 본선 |
| ------------------------------- | ------------------------------- | ------------------------------- |
| H60 이시야 하코다테 방면        | ■ 하코다테 본선                 | H58 이시쿠라 오샤만베 방면      |